# Curug (Indonésie)
Pour les articles homonymes, voir Curug.
Curug est une ville d'Indonésie dans la province de Banten sur l'île de Java. Sa population est de 191 600 habitants (2005).
Curug possède un aérodrome et une école de pilotage.